# Édith Arnoult-Brill
Édith Arnoult-Brill, née le 11 mai 1949 à Tracy-le-Mont (Oise) et morte le 27 avril 2020 à Amiens, est une figure de la vie associative française,.

## Biographie
Édith Arnoult-Brill est professeure de sciences sociales. Elle devient secrétaire générale de la Fédération unie des Auberges de jeunesse (FUAJ) en parallèle de sa présidence de la Fédération internationale des auberges de jeunesse.
De 2004 à 2010, elle est membre du Conseil économique social et environnemental puis vice-présidente de 2011 à 2015,.
Présidente du Fonds de coopération de la jeunesse et de l'éducation populaire (Fonjep) de 1993 à 1998, Edith Arnoult-Brill devient présidente du Conseil National de la Vie associative (CNVA) de 2000 à 2011,.

## Distinctions
- Officier de l'ordre national du Mérite (1996)[3].
- Commandeur de l'ordre national du Mérite (2008)[4].
- Officier de la Légion d'honneur (2013)[5].